# Liste von Sprengstoffanschlägen im Jahr 2016
Die Liste von Sprengstoffanschlägen im Jahr 2016 erfasst Anschläge mit Sprengladungen und anderen Spreng- und Brandvorrichtungen gegen Einrichtungen und Ansammlungen von Menschen, die im Jahr 2016 passierten. Zu den Formen zählen unter anderem Auto- und Rucksackbomben. Siehe auch Liste von Anschlägen auf Verkehrsflugzeuge.

## Liste
| Datum    | Ereignis | Ort                       | Staat                        | Tote       | Verletzte | Anmerkung, Quellen |
| -------- | --- | ------------------------- | ---------------------------- | ---------- | --------- | --- |
| 2. Jan.  | Terrorangriff auf die Pathankot Air Force Station 2016                                                                               | Pathankot                 | Indien                       | 7 (+5)     | 20        | [ 1 ] |
| 4. Jan.  | Selbstmordattentat mit Autobomben auf Sicherheitskräfte                                                                              | al-Anbar                  | Irak                         | 11 (+101)  | 30        | [ 2 ] |
| 6. Jan.  | Raketenangriff auf Stadt | Damaskus                  | Syrien                       | 9          | 25+       | [ 3 ] [ 4 ] |
| 7. Jan.  | Anschlag mit Panzerfäusten auf Militärstützpunkt                                                                                     | Bay                       | Somalia                      | 10 (+7)    | 25        | [ 5 ] |
| 7. Jan.  | Selbstmordattentat mit Autobombe auf Küstenwachentrainingszentrum                                                                    | Misrata                   | Libyen                       | 65 (+1)    | 100       | [ 6 ] |
| 10. Jan. | Raketenangriff auf Wohnviertel | Taizz                     | Jemen                        | 3          | 24        | [ 7 ] |
| 11. Jan. | Anschlag mit Schusswaffen, Autobomben und Selbstmordattentätern auf Einkaufszentrum                                                  | Bagdad                    | Irak                         | 18 (+3)    | 50        | [ 8 ] |
| 11. Jan. | Anschlag mit Autobombe und Selbstmordattentätern auf Casino                                                                          | al-Muqdadiyya             | Irak                         | 20 (+2)    | 50        | [ 9 ] [ 10 ] |
| 12. Jan. | Terroranschlag in Istanbul am 12. Januar 2016                                                                                        | Istanbul                  | Türkei                       | 12 (+1)    | 13        | Selbstmordattentat auf Touristen nahe der Hagia Sophia und der Blauen Moschee.                                                                                  |
| 13. Jan. | Selbstmordattentat auf Gesundheitszentrum und Sicherheitskräfte                                                                      | Quetta                    | Pakistan                     | 15 (+1)    | 25        | [ 12 ] |
| 13. Jan. | Anschlag mit Schusswaffen, Autobomben und Raketenwerfern auf Polizeistation                                                          | Çınar                     | Türkei                       | 6          | 39        | [ 13 ] |
| 14. Jan. | Anschläge in Jakarta am 14. Januar 2016                                                                                              | Jakarta                   | Indonesien                   | 4 (+4)     | 25        | [ 14 ] [ 15 ] [ 16 ] |
| 15. Jan. | Anschlag in Ouagadougou am 15. Januar 2016                                                                                           | Ouagadougou               | Burkina Faso                 | 30 (+4)    | 33        | [ 17 ] [ 18 ] [ 19 ] |
| 16. Jan. | Anschläge mit Autobomben auf Wohnviertel, Soldaten, Zivilisten, Wasserpumpstation, Hotel und Waffenlager                             | Deir ez-Zor               | Syrien                       | 135 (+42)  |           | [ 20 ] [ 21 ] [ 22 ] [ 23 ] [ 24 ] [ 25 ] [ 26 ] [ 27 ] [ 28 ] [ 29 ] [ 30 ]                                                                                    |
| 19. Jan. | Selbstmordattentat mit Motorradbombe auf Kontrollpunkt                                                                               | Jamrud                    | Pakistan                     | 11 (+1)    | 31        | [ 31 ] |
| 20. Jan. | Selbstmordattentat mit Granaten und Schusswaffen auf Universität                                                                     | Charsadda                 | Pakistan                     | 21 (+4)    | 22        | [ 32 ] |
| 20. Jan. | Selbstmordattentat mit Autobombe auf Bus mit Arbeitern                                                                               | Kabul                     | Afghanistan                  | 7 (+1)     | 25        | [ 33 ] |
| 23. Jan. | 3 Selbstmordattentate mit Autobomben auf Polizeigebäude                                                                              | al-Anbar                  | Irak                         | 43 (+3)    | 4         | [ 34 ] |
| 24. Jan. | Anschlag mit Motorradbombe und Sprengsatz auf Café und Bäckerei                                                                      | Qamischli                 | Syrien                       | 3          | 20        | [ 35 ] [ 36 ] |
| 25. Jan. | Selbstmordattentate auf Markt und Zivilisten                                                                                         | Extrême-Nord              | Kamerun                      | 32 (+4)    | 86        | [ 37 ] [ 38 ] [ 39 ] |
| 25. Jan. | Selbstmordattentat mit Autobombe auf Milizkontrollpunkt                                                                              | Aleppo                    | Syrien                       | 23 (+1)    |           | [ 40 ] |
| 26. Jan. | Selbstmordattentate mit Autobombe auf Kontrollpunkt und Zivilisten                                                                   | Homs                      | Syrien                       | 25 (+2)    | 100       | [ 41 ] [ 42 ] |
| 26. Jan. | Selbstmordattentate mit Autobomben auf Militärstützpunkte                                                                            | al-Anbar                  | Irak                         | 55 (+12)   |           | [ 43 ] [ 44 ] |
| 27. Jan. | Selbstmordattentate auf Markt, Kontrollpunkt und Zivilisten                                                                          | Borno                     | Nigeria                      | 13 (+3)    | 30        | [ 45 ] [ 46 ] [ 47 ] |
| 28. Jan. | Artillerieangriff auf Krankenhaus | Taʿizz                    | Jemen                        | 0          | 24        | [ 48 ] |
| 28. Jan. | Selbstmordattentate mit Autobomben und Chlorgasbombe auf Sicherheitskräfte                                                           | al-Anbar                  | Irak                         | 32 (+40)   | 66        | [ 49 ] |
| 29. Jan. | Selbstmordattentat auf Moschee | asch-Scharqiyya           | Saudi-Arabien                | 4 (+1)     | 33 (+1)   | [ 50 ] |
| 29. Jan. | Selbstmordattentat auf Markt | Adamawa                   | Nigeria                      | 10 (+1)    | 28        | [ 51 ] |
| 30. Jan. | Selbstmordattentat mit Schusswaffen auf Dorf                                                                                         | Borno                     | Nigeria                      | 85 (+3)    | 136       | [ 52 ] |
| 31. Jan. | Selbstmordattentate mit Autobombe auf Bushaltestelle und Zivilisten                                                                  | Rif Dimaschq              | Syrien                       | 71 (+2)    | 100       | [ 53 ] [ 54 ] |
| 31. Jan. | Selbstmordattentate mit Motorradbombe auf Märkte                                                                                     | Lac                       | Tschad                       | 4 (+3)     | 56        | [ 55 ] [ 56 ] |
| 1. Feb.  | Selbstmordattentat auf Polizeigebäude                                                                                                | Kabul                     | Afghanistan                  | 20 (+1)    | 25        | [ 57 ] |
| 2. Feb.  | Daallo-Airlines-Flug 159 | nahe Mogadischu           | Somalia                      | 0 (+1)     | 2         | |
| 3. Feb.  | Anschlag mit Schusswaffen und Granaten auf Soldaten und Zivilisten                                                                   | Bengasi                   | Libyen                       | 3          | 24        | [ 58 ] |
| 4. Feb.  | Selbstmordattentate mit Autobomben auf Militärstützpunkt und Militärkaserne                                                          | al-Anbar                  | Irak                         | 28 (+2)    |           | [ 59 ] [ 60 ] |
| 6. Feb.  | Selbstmordattentat auf Militärkonvoi und Zivilisten                                                                                  | Quetta                    | Pakistan                     | 12 (+1)    | 33        | [ 61 ] |
| 7. Feb.  | Anschlag mit Landmine und Schusswaffen auf Soldaten                                                                                  | Damaskus                  | Syrien                       | 76         |           | [ 62 ] |
| 9. Feb.  | Selbstmordattentat mit Autobombe auf Polizeiklub und Zivilisten                                                                      | Damaskus                  | Syrien                       | 8 (+1)     | 20        | [ 63 ] |
| 9. Feb.  | Selbstmordattentate auf Flüchtlingslager                                                                                             | Dikwa                     | Nigeria                      | 57 (+3)    | 78        | [ 64 ] |
| 10. Feb. | Selbstmordattentat auf Beerdigung | Extrême-Nord              | Kamerun                      | 6 (+2)     | 31        | [ 65 ] |
| 11. Feb. | Granatenangriff auf Zivilisten | Bujumbura                 | Burundi                      | 0          | 26        | [ 66 ] |
| 12. Feb. | Selbstmordattentat mit Autobombe, Raketen und Schusswaffen auf MINUSMA-Stützpunkt                                                    | Kidal                     | Mali                         | 7 (+2)     | 29        | [ 67 ] |
| 17. Feb. | Bombenanschlag in Ankara am 17. Februar 2016                                                                                         | Ankara                    | Türkei                       | 29 (+1)    | 60        | Selbstmordattentat mit Autobombe auf Militärkonvoi |
| 17. Feb. | Granatenangriff auf Zivilisten | Kampala                   | Uganda                       | 3          | 6         | [ 69 ] |
| 17. Feb. | Selbstmordattentat auf Militärstützpunkt                                                                                             | ʿAdan                     | Jemen                        | 13 (+1)    | 60        | [ 70 ] |
| 19. Feb. | Selbstmordattentat auf Markt | Meme                      | Kamerun                      | 24 (+2)    | 112       | [ 71 ] |
| 21. Feb. | Anschlag mit Selbstmordattentätern und Autobombe auf Schrein und Zivilisten                                                          | Rif Dimaschq              | Syrien                       | 83 (+2)    | 178       | [ 72 ] [ 73 ] |
| 21. Feb. | Selbstmordattentate mit Autobomben auf Zivilisten                                                                                    | Homs                      | Syrien                       | 33 (+2)    | 100+      | [ 74 ] [ 75 ] |
| 21. Feb. | Granatenangriff auf Veranstaltung | Esperanza                 | Philippinen                  | 1          | 47        | [ 76 ] |
| 25. Feb. | Selbstmordattentate auf Moschee, Soldaten und Zivilisten                                                                             | Bagdad                    | Irak                         | 15 (+2)    | 48        | [ 77 ] [ 78 ] |
| 25. Feb. | Anschlag mit Chemieraketen auf Soldaten und Zivilisten                                                                               | Sindschar                 | Irak                         | 0          | 40        | [ 79 ] |
| 26. Feb. | Selbstmordattentat mit Autobomben und Schusswaffen auf Hotel und Park                                                                | Mogadischu                | Somalia                      | 25 (+5)    | 60        | [ 80 ] [ 81 ] |
| 27. Feb. | Selbstmordattentat auf Regierungsgebäude                                                                                             | Asadabad                  | Afghanistan                  | 11 (+1)    | 40        | [ 82 ] |
| 27. Feb. | Anschlag mit Schusswaffen und Mörsern auf Stadt                                                                                      | Tall Abyad                | Syrien                       | 30 (+45)   |           | [ 83 ] |
| 28. Feb. | Selbstmordattentate mit Motorradbombe auf Markt und Zivilisten                                                                       | Bagdad                    | Irak                         | 73 (+2)    | 112       | [ 84 ] [ 85 ] |
| 28. Feb. | Anschlag mit Autobombe und Selbstmordattentäter auf Apotheke, Restaurant und Zivilisten                                              | Baidoa                    | Somalia                      | 31 (+1)    | 61        | [ 86 ] [ 87 ] |
| 28. Feb. | Selbstmordattentat mit Autobomben und Schusswaffen auf Militärkaserne und Sicherheitskräfte                                          | al-Anbar                  | Irak                         | 12 (+10)   | 22        | [ 88 ] [ 89 ] |
| 29. Feb. | Selbstmordattentat auf Beerdigung und Milizionäre                                                                                    | al-Muqdadiyya             | Irak                         | 30 (+1)    | 58        | [ 90 ] |
| 29. Feb. | Selbstmordattentat mit Autobombe auf Kontrollpunkt und Sicherheitskräfte                                                             | al-Muqdadiyya             | Irak                         | 8 (+1)     | 22        | [ 91 ] |
| 1. Mrz.  | Selbstmordattentat auf Militärkonvoi und Sicherheitskräfte                                                                           | al-Anbar                  | Irak                         | 25 (+2)    |           | [ 92 ] |
| 3. Mrz.  | Artillerieangriff auf Militärgebäude                                                                                                 | Erbil                     | Irak                         | 4          | 23        | [ 93 ] |
| 3. Mrz.  | Anschlag mit Autobombe auf Markt | Balch                     | Afghanistan                  | 2          | 24        | [ 94 ] |
| 4. Mrz.  | Anschlag mit Autobombe, Raketen und Schusswaffen auf Polizeistation                                                                  | Nusaybin                  | Türkei                       | 2          | 35        | [ 95 ] |
| 4. Mrz.  | Sprengstoffanschlag auf Fahrzeug | Belfast                   | Vereinigtes Königreich       | 1          | 0         | [ 96 ] |
| 6. Mrz.  | Selbstmordattentat mit Autobombe auf Kontrollpunkt                                                                                   | Hilla                     | Irak                         | 61 (+1)    | 95        | [ 97 ] |
| 6. Mrz.  | Artillerieangriff auf Wohnviertel | Aleppo                    | Syrien                       | 13         | 40        | [ 98 ] |
| 7. Mrz.  | Selbstmordattentat mit Schusswaffen auf Amtsgericht                                                                                  | Aleppo                    | Syrien                       | 17 (+1)    | 30        | [ 99 ] |
| 9. Mrz.  | Anschlag mit Senfgasraketen | Kirkuk                    | Irak                         | 3          | 1500      | [ 100 ] |
| 13. Mrz. | Anschläge am 13. März 2016 in Grand-Bassam                                                                                           | Grand-Bassam              | Elfenbeinküste               | 19 (+3)    | 33        | [ 101 ] |
| 13. Mrz. | Bombenanschlag in Ankara am 13. März 2016                                                                                            | Ankara                    | Türkei                       | 37 (+2)    | 125       | [ 102 ] [ 103 ] |
| 14. Mrz. | Sprengstoffanschlag auf Dorf | Borno                     | Nigeria                      | 9          | 40        | [ 104 ] |
| 16. Mrz. | Anschlag mit Schusswaffen und Panzerfäusten auf Bus                                                                                  | Unity                     | Südsudan                     | 12         | 50+       | [ 105 ] |
| 16. Mrz. | Selbstmordattentat auf Moschee | Maiduguri                 | Nigeria                      | 25 (+2)    | 32        | [ 106 ] |
| 16. Mrz. | Sprengstoffanschlag auf Bus mit Regierungsarbeitern                                                                                  | Peschawar                 | Pakistan                     | 16         | 50        | [ 107 ] |
| 19. Mrz. | Bombenanschlag in Istanbul am 19. März 2016                                                                                          | Istanbul                  | Türkei                       | 4 (+1)     | 36        | [ 108 ] |
| 20. Mrz. | Artillerieangriff auf Wohnviertel | Taizz                     | Jemen                        | 26         | 60        | [ 109 ] [ 110 ] |
| 22. Mrz. | Terroranschläge in Brüssel am 22. März 2016                                                                                          | Brüssel                   | Belgien                      | 32 (+3)    | 340       | [ 111 ] [ 112 ] |
| 24. Mrz. | Anschlag mit Schusswaffen und Autobombe auf Militärstützpunkt                                                                        | Lice                      | Türkei                       | 3          | 24        | [ 113 ] |
| 25. Mrz. | Selbstmordattentat auf Stadion, Milizionäre und Bürgermeister                                                                        | Babil                     | Irak                         | 30 (+1)    | 60        | [ 114 ] |
| 27. Mrz. | Terroranschlag in Lahore am 27. März 2016                                                                                            | Lahore                    | Pakistan                     | 78 (+1)    | 351       | [ 115 ] |
| 31. Mrz. | Anschlag mit Autobombe auf Polizeibus                                                                                                | Diyarbakır                | Türkei                       | 7          | 27        | [ 116 ] |
| 1. Apr.  | Selbstmordattentat mit Autobomben, Mörsern und Raketen auf Soldaten                                                                  | Aleppo                    | Syrien                       | 24 (+16)   |           | [ 117 ] |
| 4. Apr.  | Selbstmordattentat auf Restaurant und Milizionäre                                                                                    | Dhi Qar                   | Irak                         | 14 (+1)    | 27        | [ 118 ] |
| 4. Apr.  | Anschlag mit Motorradbombe auf Wahlbüro                                                                                              | Assam                     | Indien                       | 3          | 20        | [ 119 ] |
| 5. Apr.  | Raketenangriff auf Wohnviertel | Aleppo                    | Syrien                       | 9          | 50        | [ 120 ] |
| 7. Apr.  | Anschlag mit Chlorgas-Mörsern auf Wohnviertel                                                                                        | Aleppo                    | Syrien                       | 9          | 29        | [ 121 ] |
| 9. Apr.  | Anschlag mit Sprengstoff, Schuss- und Stichwaffen auf Soldaten                                                                       | Basilan                   | Philippinen                  | 18 (+3)    | 51        | [ 122 ] |
| 11. Apr. | Selbstmordattentat mit Autobombe auf Armeerekruten in Bus und Zivilisten                                                             | Nangarhar                 | Afghanistan                  | 12 (+1)    | 38        | [ 123 ] |
| 11. Apr. | Anschlag mit Autobombe und Schusswaffen auf Militärstützpunkt und Zivilisten                                                         | Hani                      | Türkei                       | 2          | 46        | [ 124 ] |
| 15. Apr. | Anschlag mit Autobomben auf Soldaten                                                                                                 | Bengasi                   | Libyen                       | 6 (+5)     | 25        | [ 125 ] |
| 16. Apr. | Anschlag in Essen 2016 | Essen                     | Deutschland                  | 0          | 3         | Sprengstoffanschlag auf Sikh-Tempel |
| 18. Apr. | Selbstmordattentat auf Bus | Jerusalem                 | Israel                       | 0 (+1)     | 20+       | [ 126 ] |
| 18. Apr. | Anschlag mit Artillerie, Panzerfäusten und Schusswaffen auf Soldaten                                                                 | Borno                     | Nigeria                      | 0 (+30)    | 24        | [ 127 ] |
| 19. Apr. | Terroranschlag in Kabul am 19. April 2016                                                                                            | Kabul                     | Afghanistan                  | 68 (+3)    | 347       | Selbstmordattentat mit Autobombe und Schusswaffen auf NDS-Gebäude und Zivilisten                                                                                |
| 22. Apr. | Selbstmordattentat auf Moschee | al-Anbar                  | Irak                         | 6 (+2)     | 31        | [ 130 ] |
| 23. Apr. | Selbstmordattentat mit Autobombe auf Kontrollpunkt und Zivilisten                                                                    | Diyala                    | Irak                         | 9 (+1)     | 28        | [ 131 ] |
| 25. Apr. | Selbstmordattentat mit Autobombe auf Kontrollpunkt und Zivilisten                                                                    | Rif Dimaschq              | Syrien                       | 8 (+1)     | 20        | [ 132 ] |
| 25. Apr. | Selbstmordattentat mit Autobombe auf Kino                                                                                            | Bagdad                    | Irak                         | 11 (+1)    | 39        | [ 133 ] |
| 25. Apr. | Anschlag mit Granaten, Schuss- und Stichwaffen auf Dorf                                                                              | Enugu                     | Nigeria                      | 5          | 56        | [ 134 ] |
| 30. Apr. | Selbstmordattentat mit Autobombe auf schiitische Pilger                                                                              | Diyala                    | Irak                         | 19 (+1)    | 48        | [ 135 ] |
| 1. Mai   | Selbstmordattentat mit Autobombe auf Regierungsgelände und Bushaltestelle                                                            | Samawa                    | Irak                         | 33 (+2)    | 63        | [ 136 ] [ 137 ] |
| 1. Mai   | Selbstmordattentat mit Autobombe und Schusswaffen auf Polizeistation und Zivilisten                                                  | Gaziantep                 | Türkei                       | 3 (+1)     | 34        | [ 138 ] |
| 1. Mai   | Anschlag mit Autobombe und Schusswaffen auf Polizeistation und Zivilisten                                                            | Dicle                     | Türkei                       | 1          | 23        | [ 139 ] |
| 1. Mai   | Raketenangriff auf Wohnviertel | Aleppo                    | Syrien                       | 3          | 40        | [ 140 ] [ 141 ] [ 142 ] [ 143 ] [ 144 ] [ 145 ] [ 146 ] |
| 2. Mai   | Anschlag mit Autobombe auf schiitische Pilger                                                                                        | Bagdad                    | Irak                         | 11         | 30        | [ 147 ] |
| 3. Mai   | Anschlag mit Autobombe auf Regierungsgebäude und Milizionäre                                                                         | Aleppo                    | Syrien                       | 46         |           | [ 148 ] |
| 5. Mai   | Anschlag mit Selbstmordattentäter und Autobombe auf Zivilisten                                                                       | Al-Mukharram              | Syrien                       | 10 (+1)    | 40        | [ 149 ] [ 150 ] |
| 5. Mai   | Anschlag mit Schusswaffen und Autobombe auf Bushaltestelle und Zivilisten                                                            | Aleppo                    | Syrien                       | 30 (+43)   | 21        | [ 151 ] |
| 8. Mai   | Anschlag mit Chlorgasraketen auf Dorf, Soldat und Milizionäre                                                                        | Kirkuk                    | Irak                         | 0          | 40        | [ 152 ] |
| 8. Mai   | Artillerieangriff auf Wohnviertel | Taizz                     | Jemen                        | 2          | 20        | [ 153 ] |
| 9. Mai   | Selbstmordattentat mit Autobombe auf Markt                                                                                           | Baquba                    | Irak                         | 11 (+1)    | 40        | [ 154 ] |
| 10. Mai  | Anschlag mit Autobombe auf Polizeibus                                                                                                | Diyarbakır                | Türkei                       | 5          | 43        | [ 155 ] |
| 11. Mai  | Selbstmordattentate mit Autobomben auf Markt, Polizeikontrollpunkte und Zivilisten                                                   | Bagdad                    | Irak                         | 100 (+3)   | 181       | [ 156 ] [ 157 ] [ 158 ] [ 159 ] |
| 12. Mai  | Selbstmordattentate mit Granaten und Sturmgewehren auf Markt, Polizisten, Café und Milizionäre                                       | Salah ad-Din              | Irak                         | 16 (+3)    | 27        | [ 160 ] [ 161 ] |
| 12. Mai  | Selbstmordattentat mit Autobombe und Schusswaffen auf Marinestützpunkt                                                               | al-Mukalla                | Jemen                        | 15 (+2)    | 24        | [ 162 ] |
| 15. Mai  | 6 Selbstmordattentate mit Autobomben auf Erdgasanlage                                                                                | Tadschi                   | Irak                         | 14 (+6)    | 20        | [ 163 ] |
| 15. Mai  | Selbstmordattentat auf Polizeirekruten                                                                                               | al-Mukalla                | Jemen                        | 31 (+1)    | 50        | [ 164 ] |
| 16. Mai  | Selbstmordattentate mit Autobomben auf Sicherheitskräfte                                                                             | al-Anbar                  | Irak                         | 60+ (+11)  |           | [ 165 ] |
| 17. Mai  | Selbstmordattentat mit Autobombe auf Markt                                                                                           | Bagdad                    | Irak                         | 16 (+1)    | 35        | [ 166 ] |
| 17. Mai  | Anschlag mit Selbstmordattentäter und Sprengsatz auf Markt                                                                           | Bagdad                    | Irak                         | 11 (+1)    | 37        | [ 167 ] [ 168 ] |
| 18. Mai  | Selbstmordattentate mit Autobomben auf Soldaten                                                                                      | Surt                      | Libyen                       | 32 (+2)    | 50        | [ 169 ] [ 170 ] |
| 21. Mai  | Selbstmordattentat auf Markt | Dudschail                 | Irak                         | 9 (+1)     | 21        | [ 171 ] |
| 23. Mai  | Selbstmordattentate mit Autobombe auf Militärrekrutierungszentrum                                                                    | Aden                      | Jemen                        | 45 (+2)    | 60+       | [ 172 ] [ 173 ] |
| 23. Mai  | Anschlag mit Autobomben, Selbstmordattentätern und Raketen auf Bushaltestellen, Tankstelle und Krankenhaus                           | Tartus, Dschabla          | Syrien                       | 138 (+7)   |           | [ 174 ] [ 175 ] [ 176 ] [ 177 ] [ 178 ] [ 179 ] |
| 27. Mai  | Anschlag mit Autobombe auf Moschee                                                                                                   | Idlib                     | Syrien                       | 5          | 30        | [ 180 ] |
| 28. Mai  | Anschlag mit Chlorgasraketen auf Dorf                                                                                                | Ninawa                    | Irak                         | 0          | 35        | [ 181 ] |
| 29. Mai  | Selbstmordattentat auf Casino | Diyala                    | Irak                         | 7 (+1)     | 35        | [ 182 ] |
| 1. Jun.  | Selbstmordattentat mit Autobombe und Schusswaffen auf Hotel und Parlamentarier                                                       | Mogadischu                | Somalia                      | 20 (+4)    | 50        | [ 183 ] |
| 1. Jun.  | Anschlag mit Selbstmordattentätern, Mörser und Sprengsätzen auf Dorf, Militärkonvoi, Soldaten und Zivilisten                         | al-Anbar                  | Irak                         | 120 (+10)  |           | [ 184 ] [ 185 ] [ 186 ] |
| 3. Jun.  | Selbstmordattentat auf Flüchtlinge                                                                                                   | al-Anbar                  | Irak                         | 6 (+1)     | 23        | [ 187 ] |
| 3. Jun.  | Artillerieangriff auf Markt | Taizz                     | Jemen                        | 17         | 30        | [ 188 ] |
| 4. Jun.  | Selbstmordattentat mit Autobombe auf Militärkonvoi                                                                                   | al-Anbar                  | Irak                         | 20 (+1)    | 0         | [ 189 ] |
| 5. Jun.  | Selbstmordattentat mit Schusswaffen auf Gerichtsgebäude und Zivilisten                                                               | Pul-i-Alam                | Afghanistan                  | 7 (+3)     | 23        | [ 190 ] |
| 7. Jun.  | Bombenanschlag in Istanbul am 7. Juni 2016                                                                                           | Istanbul                  | Türkei                       | 12 (+1)    | 35        | Selbstmordattentat mit Autobombe auf Polizeibus |
| 7. Jun.  | Selbstmordattentat mit Autobombe auf Gewerbegebiet                                                                                   | Kerbela                   | Irak                         | 8 (+1)     | 20        | [ 192 ] |
| 8. Jun.  | Selbstmordattentat mit Autobombe auf Polizeigebäude                                                                                  | Midyat                    | Türkei                       | 6 (+1)     | 51        | [ 193 ] |
| 9. Jun.  | Selbstmordattentat mit Autobombe auf Gewerbegebiet                                                                                   | Bagdad                    | Irak                         | 7 (+1)     | 29        | [ 194 ] |
| 10. Jun. | Sprengstoffanschlag auf Moschee | Nangarhar                 | Afghanistan                  | 3          | 55        | [ 195 ] |
| 11. Jun. | Anschlag mit Autobombe und Selbstmordattentätern auf den Schrein Zainab bint Alis und Zivilisten                                     | Rif Dimaschq              | Syrien                       | 20 (+2)    | 30        | [ 196 ] [ 197 ] |
| 15. Jun. | Selbstmordattentat auf Sicherheitskräfte                                                                                             | al-Anbar                  | Irak                         | 28 (+1)    | 0         | [ 198 ] |
| 17. Jun. | Selbstmordattentat mit Autobombe auf Polizisten und Zivilisten                                                                       | Salah ad-Din              | Irak                         | 22 (+8)    | 43        | [ 199 ] [ 200 ] [ 201 ] [ 202 ] |
| 20. Jun. | Selbstmordattentat mit Motorradbombe auf Markt                                                                                       | Badachschan               | Afghanistan                  | 8 (+1)     | 40        | [ 203 ] |
| 24. Jun. | Sprengstoffanschlag auf Markt | Quetta                    | Pakistan                     | 7          | 27        | [ 204 ] |
| 26. Jun. | Granatenangriff auf das Stade Municipal de Mahamasina                                                                                | Antananarivo              | Madagaskar                   | 3          | 91        | [ 205 ] |
| 27. Jun. | Anschlag mit 5 Selbstmordattentätern und Motorradbombe auf Kontrollpunkte, Militärlager und Zivilisten                               | al-Mukalla                | Jemen                        | 38 (+5)    | 24        | [ 206 ] [ 207 ] [ 208 ] [ 209 ] |
| 28. Jun. | Terroranschlag in Istanbul am 28. Juni 2016                                                                                          | Istanbul                  | Türkei                       | 45 (+3)    | 235       | Selbstmordattentat mit Schusswaffen auf den Flughafen Istanbul-Atatürk                                                                                          |
| 30. Jun. | 2 Selbstmordattentate mit Autobombe auf Polizeikonvoi und Rettungskräfte                                                             | Kabul                     | Afghanistan                  | 33 (+2)    | 80        | [ 211 ] [ 212 ] |
| 30. Jun. | Sprengstoffanschlag auf Bus und Militärfahrzeug                                                                                      | Shabeellaha Hoose         | Somalia                      | 20+        |           | [ 213 ] |
| 1. Jul.  | Geiselnahme in Dhaka 2016 | Dhaka                     | Bangladesch                  | 22 (+6)    | 30        | [ 214 ] |
| 1. Jul.  | Granatenangriff auf Wohnviertel | Baidoa                    | Somalia                      | 4          | 20        | [ 215 ] [ 216 ] |
| 3. Jul.  | Bombenattentat in Bagdad am 3. Juli 2016                                                                                             | Bagdad                    | Irak                         | 382 (+1)   | 200       | Selbstmordattentat mit Autobombe auf Einkaufszentrum |
| 5. Jul.  | Selbstmordattentat mit Motorradbombe auf Bäckerei                                                                                    | al-Hasaka                 | Syrien                       | 25 (+1)    | 31        | [ 218 ] |
| 6. Jul.  | Selbstmordattentat mit Autobombe auf Militärstützpunkt                                                                               | Bengasi                   | Libyen                       | 12 (+1)    | 35        | [ 219 ] |
| 7. Jul.  | Selbstmordattentat mit Mörser und Schusswaffen auf Schrein                                                                           | Salah ad-Din              | Irak                         | 56 (+3)    | 71        | [ 220 ] |
| 8. Jul.  | Granatenangriff auf Polizeihauptquartier                                                                                             | Guanare                   | Venezuela                    | 1 (+1)     | 25        | [ 221 ] |
| 8. Jul.  | Raketenangriff auf Universität und Zivilisten                                                                                        | Aleppo                    | Syrien                       | 43         | 200+      | [ 222 ] [ 223 ] [ 224 ] [ 225 ] |
| 11. Jul. | Schusswaffen- und Artillerieangriff auf Zivilisten                                                                                   | Aleppo                    | Syrien                       | 8          | 80        | [ 226 ] [ 227 ] [ 228 ] [ 229 ] [ 230 ] [ 231 ] |
| 15. Jul. | Putschversuch in der Türkei 2016 |                           | Türkei                       | 246 (+46+) | 2185      | [ 232 ] [ 233 ] [ 234 ] [ 235 ] [ 236 ] [ 237 ] [ 238 ] [ 239 ] [ 240 ] [ 241 ] [ 242 ] [ 243 ] [ 244 ] [ 245 ] [ 246 ] [ 247 ] [ 248 ] [ 249 ] [ 250 ] [ 251 ] |
| 21. Jul. | Sprengstoffanschlag auf Polizeistation                                                                                               | Aleppo                    | Syrien                       | 38         |           | [ 252 ] |
| 22. Jul. | Granatenangriff auf Park | Aleppo                    | Syrien                       | 8          | 30        | [ 253 ] |
| 23. Jul. | Terroranschlag in Kabul am 23. Juli 2016                                                                                             | Kabul                     | Afghanistan                  | 80 (+3)    | 230       | Selbstmordattentat auf Demonstranten |
| 24. Jul. | Sprengstoffanschlag von Ansbach | Ansbach                   | Deutschland                  | 0 (+1)     | 15        | Selbstmordattentat auf Musikfestival |
| 24. Jul. | Selbstmordattentat auf Kontrollpunkt                                                                                                 | Bagdad                    | Irak                         | 14 (+1)    | 20        | [ 257 ] |
| 25. Jul. | Selbstmordattentat mit Autobombe auf Kontrollpunkt und Zivilisten                                                                    | Diyala                    | Irak                         | 14 (+1)    | 41        | [ 258 ] |
| 27. Jul. | Selbstmordattentat mit Autobomben auf YPG-Gebäude                                                                                    | Qamischli                 | Syrien                       | 52 (+1)    | 170       | [ 259 ] [ 260 ] |
| 29. Jul. | Sprengstoffanschlag auf Moschee | Taizz                     | Jemen                        | 0          | 20        | [ 261 ] |
| 2. Aug.  | Anschlag mit Chlorgasraketen auf Wohnviertel                                                                                         | Aleppo                    | Syrien                       | 7          | 20        | [ 262 ] |
| 2. Aug.  | Selbstmordattentat mit Autobombe auf Soldaten und Zivilisten                                                                         | Bengasi                   | Libyen                       | 22 (+1)    | 20        | [ 263 ] |
| 4. Aug.  | Sprengstoffanschlag auf Gefängnis | Maracay                   | Venezuela                    | 5          | 30        | [ 264 ] |
| 5. Aug.  | Anschlag mit Schusswaffen und Granaten auf Markt                                                                                     | Assam                     | Indien                       | 14 (+1)    | 25        | [ 265 ] |
| 8. Aug.  | Bombenanschlag in Quetta | Quetta                    | Pakistan                     | 74 (+1)    | 125       | Selbstmordattentat auf Krankenhaus und Journalisten |
| 10. Aug. | Sprengstoffanschlag auf Polizeibus                                                                                                   | Kızıltepe                 | Türkei                       | 3          | 30        | [ 267 ] |
| 11. Aug. | Anschlagsserie mit 13 Sprengsätzen                                                                                                   |                           | Thailand                     | 4          | 34        | [ 268 ] [ 269 ] [ 270 ] [ 271 ] [ 272 ] [ 273 ] [ 274 ] [ 275 ] [ 276 ] [ 277 ] [ 278 ] [ 279 ]                                                                 |
| 14. Aug. | Selbstmordattentat auf Bus mit Sicherheitskräften                                                                                    | Atmeh                     | Syrien                       | 15 (+1)    | 25        | [ 280 ] |
| 15. Aug. | Anschlag mit Autobombe auf Polizeistation und Zivilisten                                                                             | Diyarbakır                | Türkei                       | 8          | 44        | [ 281 ] |
| 15. Aug. | Sprengstoffanschlag auf Zivilisten                                                                                                   | Kirkuk                    | Irak                         | 5          | 20        | [ 282 ] |
| 18. Aug. | Bombenanschlag in Elazığ am 18. August 2016                                                                                          | Elazığ                    | Türkei                       | 3 (+1)     | 217       | Selbstmordattentat mit Autobombe auf Polizeihauptquartier |
| 18. Aug. | Anschlag mit Autobombe auf Polizeihauptquartier                                                                                      | Van                       | Türkei                       | 3          | 70        | [ 285 ] |
| 18. Aug. | Mörserangriff auf Veranstaltung | Asadabad                  | Afghanistan                  | 3          | 49        | [ 286 ] |
| 18. Aug. | 2 Selbstmordattentate mit Autobomben auf Soldaten                                                                                    | nahe Sirte                | Libyen                       | 10 (+2)    | 20        | [ 287 ] [ 288 ] |
| 18. Aug. | Mörserangriff auf Flüchtlingslager                                                                                                   | Salah ad-Din              | Irak                         | 12         | 20        | [ 289 ] |
| 20. Aug. | Selbstmordanschlag in Gaziantep | Gaziantep                 | Türkei                       | 57 (+1)    | 91        | Selbstmordattentat auf kurdische Hochzeit |
| 21. Aug. | 2 Selbstmordattentate mit Autobomben auf Regierungsgebäude und Markt                                                                 | Gaalkacyo                 | Somalia                      | 25 (+2)    | 60        | [ 291 ] [ 292 ] |
| 21. Aug. | Selbstmordattentat auf Markt | Mora                      | Kamerun                      | 3 (+1)     | 24        | [ 293 ] |
| 23. Aug. | Anschlag mit 2 Autobomben auf Hotel und Nachtclub                                                                                    | Pattani                   | Thailand                     | 2          | 29        | [ 294 ] [ 295 ] |
| 24. Aug. | Selbstmordattentat mit Autobombe, Granaten und Schusswaffen auf Universität                                                          | Kabul                     | Afghanistan                  | 16 (+3)    | 53        | [ 296 ] |
| 26. Aug. | Selbstmordattentat mit Autobombe und Schusswaffen auf Kontrollpunkt und Zivilisten                                                   | Cizre                     | Türkei                       | 12 (+1)    | 77        | [ 297 ] |
| 29. Aug. | Selbstmordattentat mit Autobombe auf Militärrekrutierungszentrum                                                                     | Aden                      | Jemen                        | 72 (+1)    | 49        | [ 298 ] |
| 30. Aug. | Selbstmordattentat mit Autobombe auf Hotel                                                                                           | Mogadischu                | Somalia                      | 22 (+1)    | 50        | [ 299 ] |
| 30. Aug. | Selbstmordattentat mit Autobombe auf die chinesische Botschaft                                                                       | Bischkek                  | Kirgisistan                  | 0 (+1)     | 3         | [ 300 ] |
| 2. Sep.  | Selbstmordattentat mit Schusswaffe und Granate auf Gerichtsgebäude                                                                   | Mardan                    | Pakistan                     | 13 (+1)    | 44        | [ 301 ] |
| 2. Sep.  | Sprengstoffanschlag auf Markt und Universität                                                                                        | Davao City                | Philippinen                  | 15         | 70        | [ 302 ] |
| 5. Sep.  | Selbstmordattentat auf Verteidigungsministerium und Zivilisten                                                                       | Kabul                     | Afghanistan                  | 41 (+2)    | 110       | [ 303 ] [ 304 ] |
| 5. Sep.  | Sprengstoffanschlag auf Militärlager                                                                                                 | Ma'rib                    | Jemen                        | 20+        |           | [ 305 ] |
| 5. Sep.  | 2 Selbstmordattentate mit Autobombe auf Kontrollpunkt und Zivilisten                                                                 | Tartus                    | Syrien                       | 26 (+2)    | 40        | [ 306 ] [ 307 ] |
| 9. Sep.  | Anschlag mit 2 Autobomben und Selbstmordattentäter auf Einkaufszentrum                                                               | Bagdad                    | Irak                         | 10 (+1)    | 28        | [ 308 ] [ 309 ] |
| 12. Sep. | Anschlag mit Autobombe auf Kontrollpunkt, AKP-Hauptquartier und Zivilisten                                                           | Çinar                     | Türkei                       | 0          | 48        | [ 310 ] |
| 14. Sep. | Granatenangriff auf Gefängnis | San Juan de los Morros    | Venezuela                    | 1          | 22        | [ 311 ] |
| 16. Sep. | Selbstmordattentat auf Moschee | Khyber Pakhtunkhwa        | Pakistan                     | 37 (+1)    | 31        | [ 312 ] |
| 17. Sep. | 3 Anschläge mit Rohrbomben auf Zivilisten und ein Wohltätigkeitsrennen                                                               | New York City, New Jersey | USA                          | 0          | 29        | [ 313 ] [ 314 ] [ 315 ] [ 316 ] |
| 18. Sep. | Anschlag mit Schusswaffen und Granatwerfer auf Militärhauptquartier                                                                  | Uri                       | Indien                       | 20 (+4)    | 17        | [ 317 ] |
| 19. Sep. | Sprengstoffanschlag auf Zivilisten                                                                                                   | Kirkuk                    | Irak                         | 1          | 22        | [ 318 ] |
| 24. Sep. | Sprengstoffanschlag auf Polizeistreife                                                                                               | Budapest                  | Ungarn                       | 0          | 2         | [ 319 ] |
| 27. Sep. | Sprengstoffanschläge in Dresden 2016                                                                                                 | Dresden                   | Deutschland                  | 0          | 0         | [ 320 ] [ 321 ] |
| 27. Sep. | Selbstmordattentate auf Zivilisten                                                                                                   | Bagdad                    | Irak                         | 13 (+2)    | 51        | [ 322 ] [ 323 ] |
| 30. Sep. | Artillerieangriff | Aleppo                    | Syrien                       | 15         | 55        | [ 324 ] [ 325 ] [ 326 ] [ 327 ] [ 328 ] |
| 3. Okt.  | Selbstmordattentate auf schiitische Prozessionen                                                                                     | Bagdad                    | Irak                         | 9 (+2)     | 34        | [ 329 ] [ 330 ] |
| 3. Okt.  | Selbstmordattentat auf kurdische Hochzeit                                                                                            | al-Hasaka                 | Syrien                       | 34 (+1)    | 77        | [ 331 ] |
| 3. Okt.  | Selbstmordattentat mit Autobombe und Schusswaffen auf Polizeihauptquartier                                                           | Helmand                   | Afghanistan                  | 10 (+1)    | 20        | [ 332 ] |
| 3. Okt.  | Anschlag mit Schusswaffen und Panzerfäusten auf Zivilisten                                                                           | Kundus                    | Afghanistan                  | 14 (+140)  | 60 (+60)  | [ 333 ] |
| 3. Okt.  | Anschlag mit Motorradbombe auf Markt                                                                                                 | Dschuzdschan              | Afghanistan                  | 6          | 40        | [ 334 ] |
| 5. Okt.  | Selbstmordattentat auf Moschee | Maiduguri                 | Nigeria                      | 22         | 42        | [ 335 ] |
| 6. Okt.  | Selbstmordattentat auf Flüchtlingslager                                                                                              | Atmeh                     | Syrien                       | 20 (+1)    | 20        | [ 336 ] |
| 9. Okt.  | Anschlag von Şemdinli am 9. Oktober 2016                                                                                             | Şemdinli                  | Türkei                       | 18 (+1)    | 26        | Selbstmordattentat mit Autobombe auf Kontrollpunkt und Zivilisten                                                                                               |
| 9. Okt.  | Selbstmordattentat auf schiitische Prozession                                                                                        | Bagdad                    | Irak                         | 5 (+1)     | 22        | [ 338 ] |
| 11. Okt. | Anschlag mit Schusswaffen und Granaten auf Schrein                                                                                   | Kabul                     | Afghanistan                  | 14 (+1)    | 36        | [ 339 ] |
| 11. Okt. | Selbstmordattentat auf Bäckerei | Aleppo                    | Syrien                       | 10 (+1)    | 20        | [ 340 ] |
| 12. Okt. | Sprengstoffanschlag auf Moschee | Balch                     | Afghanistan                  | 16         | 30        | [ 341 ] |
| 13. Okt. | Anschlag mit Autobombe auf Kontrollpunkt und Zivilisten                                                                              | Aleppo                    | Syrien                       | 17         | 25        | [ 342 ] |
| 15. Okt. | Selbstmordattentat auf schiitische Versammlung                                                                                       | Bagdad                    | Irak                         | 35 (+1)    | 33        | [ 343 ] |
| 16. Okt. | Selbstmordattentat mit Autobombe auf Flüchtlingslager                                                                                | Mafraq                    | Jordanien                    | 3 (+1)     | 20        | [ 344 ] |
| 17. Okt. | Granatenangriff auf Husainiya | Karatschi                 | Pakistan                     | 1          | 20        | [ 345 ] |
| 17. Okt. | Anschlag mit Schusswaffen und Panzerfäusten auf Militärstützpunkt                                                                    | Borno                     | Nigeria                      |            | 22        | [ 346 ] |
| 19. Okt. | Sprengstoffanschlag auf Soldaten | al-Anbar                  | Irak                         | 20         | 0         | [ 347 ] |
| 20. Okt. | Selbstmordattentat mit Autobombe auf Soldaten                                                                                        | Ninawa                    | Irak                         | 20 (+1)    | 0         | [ 348 ] |
| 21. Okt. | Selbstmordattentat mit Schusswaffen auf Regierungsgebäude und Moschee                                                                | Kirkuk                    | Irak                         | 34 (+48)   | 100       | [ 349 ] |
| 24. Okt. | Selbstmordattentat mit Schusswaffen auf Polizeitrainingszentrum                                                                      | Quetta                    | Pakistan                     | 64 (+3)    | 161       | [ 350 ] |
| 24. Okt. | Sprengstoffanschlag auf Geschäft | Pattani                   | Thailand                     | 1          | 20        | [ 351 ] |
| 28. Okt. | Raketenangriffe auf Wohnviertel | Aleppo                    | Syrien                       | 15         | 100       | [ 352 ] [ 353 ] [ 354 ] [ 355 ] [ 356 ] [ 357 ] |
| 29. Okt. | Selbstmordattentat auf schiitische Feierlichkeiten                                                                                   | Bagdad                    | Irak                         | 7 (+1)     | 20        | [ 358 ] |
| 30. Okt. | Anschlag mit Autobombe auf Geschäfte                                                                                                 | Bagdad                    | Irak                         | 10         | 34        | [ 359 ] |
| 30. Okt. | Anschlag mit Chlorgasgranaten auf Soldaten und Zivilisten                                                                            | Aleppo                    | Syrien                       | 0          | 35        | [ 360 ] |
| 3. Nov.  | Anschlag mit Selbstmordattentäter, 2 Autobomben und Giftgasraketen auf Wohnviertel, Apartmentkomplex, Militärakademie und Zivilisten | Aleppo                    | Syrien                       | 12 (+1)    | 200       | [ 361 ] [ 362 ] [ 363 ] [ 364 ] [ 365 ] [ 366 ] [ 367 ] |
| 4. Nov.  | Selbstmordattentat mit Autobombe auf Polizeigebäude und Zivilisten                                                                   | Aleppo                    | Syrien                       | 13 (+1)    | 100       | [ 368 ] [ 369 ] [ 370 ] |
| 4. Nov.  | Sprengstoffanschlag auf Flüchtlingskonvoi                                                                                            | Kirkuk                    | Irak                         | 20         | 7         | [ 371 ] |
| 6. Nov.  | Selbstmordattentat mit Autobombe auf Kontrollpunkt und Zivilisten                                                                    | Tikrit                    | Irak                         | 9 (+1)     | 25        | [ 372 ] |
| 6. Nov.  | Selbstmordattentat mit Autobombe auf Moschee                                                                                         | Samarra                   | Irak                         | 11 (+1)    | 100       | [ 373 ] |
| 6. Nov.  | Mörserangriff auf Krankenhaus | asch-Schirqat             | Irak                         | 2          | 20        | [ 374 ] |
| 6. Nov.  | Raketenangriff | Damaskus                  | Syrien                       | 1          | 30        | [ 375 ] |
| 8. Nov.  | Sprengstoffanschlag auf Kulturzentrum                                                                                                | Chemnitz                  | Deutschland                  | 0          | 0         | [ 376 ] |
| 8. Nov.  | Sprengstoffanschlag auf MONUSCO-Soldaten und Zivilisten                                                                              | Goma                      | Demokratische Republik Kongo | 1          | 32        | [ 377 ] |
| 9. Nov.  | Artillerieangriff auf Universität | Aleppo                    | Syrien                       | 6          | 25        | [ 378 ] |
| 10. Nov. | Anschlag in Masar-e Scharif 2016 | Mazar-e Sharif            | Afghanistan                  | 4 (+1)     | 128       | Selbstmordattentat mit Autobombe und Schusswaffen auf das deutsche Generalkonsulat und Zivilisten                                                               |
| 10. Nov. | Granatenangriff auf französische Botschaft und Polizist                                                                              | Athen                     | Griechenland                 | 0          | 1         | [ 380 ] |
| 11. Nov. | Sprengstoffanschlag auf Zivilisten                                                                                                   | Göteborg                  | Schweden                     | 0          | 0         | [ 381 ] [ 382 ] |
| 11. Nov. | Anschlag mit Chlorgasraketen auf Wohnviertel                                                                                         | Aleppo                    | Syrien                       | 2          | 24        | [ 383 ] |
| 12. Nov. | Selbstmordattentat auf den Shah-Noorani-Schrein                                                                                      | Belutschistan             | Pakistan                     | 52 (+1)    | 100+      | [ 384 ] |
| 15. Nov. | Selbstmordattentate mit Autobomben und Schusswaffen auf Militärstützpunkte                                                           | Bakool                    | Somalia                      | 20 (+12)   | 40        | [ 385 ] |
| 16. Nov. | Selbstmordattentate mit Autobomben und Mörser auf Distrikt                                                                           | al-Anbar                  | Irak                         | 22 (+20)   |           | [ 386 ] |
| 17. Nov. | Anschlag mit Autobombe auf Waffenlager                                                                                               | Aʿzāz                     | Syrien                       | 10         | 24        | [ 387 ] |
| 17. Nov. | Selbstmordattentat mit Autobombe auf Hochzeit                                                                                        | al-Anbar                  | Irak                         | 20 (+1)    | 40        | [ 388 ] |
| 17. Nov. | Mörserangriff auf Zivilisten | Mossul                    | Irak                         | 7          | 35        | [ 389 ] |
| 20. Nov. | Raketenangriff auf Schule, rechtswissenschaftliche Fakultät und Wohnviertel                                                          | Aleppo                    | Syrien                       | 10         | 52        | [ 390 ] [ 391 ] [ 392 ] [ 393 ] [ 394 ] |
| 21. Nov. | Selbstmordattentat auf Moschee | Kabul                     | Afghanistan                  | 27 (+1)    | 35        | [ 395 ] |
| 21. Nov. | Anschlag mit Autobombe auf Krankenhaus                                                                                               | Bengasi                   | Libyen                       | 3          | 20        | [ 396 ] |
| 24. Nov. | Selbstmordattentat mit Autobombe auf schiitische Pilger                                                                              | Babil                     | Irak                         | 97 (+1)    | 20        | [ 397 ] |
| 24. Nov. | Anschlag in Adana 2016 | Adana                     | Türkei                       | 2          | 30        | Anschlag mit Autobombe auf Regierungsgebäude |
| 25. Nov. | Sprengstoffanschlag auf Residenz und Rettungskräfte                                                                                  | Dschalalabad              | Afghanistan                  | 5          | 27        | [ 399 ] [ 400 ] [ 401 ] |
| 26. Nov. | Anschlag mit Granaten, Schusswaffen und Speeren auf Sicherheitspatrouille                                                            | Kasese                    | Uganda                       | 14 (+41)   | 2         | [ 402 ] |
| 26. Nov. | Anschlag mit Autobombe auf Markt | Mogadischu                | Somalia                      | 30         | 43        | [ 403 ] |
| 26. Nov. | Anschlagsversuche in Ludwigshafen 2016                                                                                               | Ludwigshafen              | Deutschland                  | 0          | 0         | Versuchter Sprengstoffanschlag auf Weihnachtsmarkt |
| 27. Nov. | Sprengstoffanschlag auf Polizeistation                                                                                               | Bologna                   | Italien                      | 0          | 0         | [ 405 ] |
| 2. Dez.  | Selbstmordattentat auf Milizionäre                                                                                                   | Sirte                     | Libyen                       | 4 (+2)     | 38        | [ 406 ] |
| 3. Dez.  | Selbstmordattentat mit Autobombe auf Zivilisten                                                                                      | Mossul                    | Irak                         | 12 (+1)    | 30        | [ 407 ] |
| 4. Dez.  | Raketenangriff auf Wohnviertel | Mossul                    | Irak                         | 25         | 80        | [ 408 ] [ 409 ] [ 410 ] [ 411 ] [ 412 ] [ 413 ] [ 414 ] [ 415 ]                                                                                                 |
| 5. Dez.  | Anschlagsversuche in Ludwigshafen 2016                                                                                               | Ludwigshafen              | Deutschland                  | 0          | 0         | Versuchter Sprengstoffanschlag auf Weihnachtsmarkt |
| 7. Dez.  | Selbstmordattentat mit 12 Autobomben auf Krankenhaus                                                                                 | Mossul                    | Irak                         | 13         | 43        | [ 417 ] |
| 9. Dez.  | Selbstmordattentat auf Markt | Adamawa                   | Nigeria                      | 57 (+2)    | 177       | [ 418 ] |
| 9. Dez.  | Sprengstoffanschlag auf Zivilisten                                                                                                   | Bagdad                    | Irak                         | 10         | 22        | [ 419 ] [ 420 ] |
| 10. Dez. | Bombenanschläge in Istanbul am 10. Dezember 2016                                                                                     | Istanbul                  | Türkei                       | 45 (+2)    | 165       | [ 421 ] [ 422 ] [ 423 ] |
| 10. Dez. | Anschlag mit Schusswaffen, Selbstmordattentäter, Autobomben und Artillerie auf Palmyra                                               | Palmyra                   | Syrien                       | 120 (+301) |           | [ 424 ] |
| 10. Dez. | Selbstmordattentat auf Militärstützpunkt                                                                                             | Aden                      | Jemen                        | 57 (+1)    | 29        | [ 425 ] |
| 11. Dez. | Anschlag in der Kirche St. Peter und Paul (Kairo)                                                                                    | Kairo                     | Ägypten                      | 28 (+1)    | 46        | Selbstmordattentat auf koptische Kirche |
| 11. Dez. | Anschlag mit Autobombe auf Hafen | Mogadischu                | Somalia                      | 29         | 48        | [ 428 ] |
| 17. Dez. | Anschlag von Kayseri 2016 | Kayseri                   | Türkei                       | 14         | 55        | Sprengstoffanschlag auf Bus und Infrastruktur |
| 18. Dez. | Anschlag mit Artillerie, Granatwerfer und Schusswaffen auf Soldaten                                                                  | Debalzewe, Switlodarsk    | Ukraine                      | 30         | 16        | [ 431 ] [ 432 ] |
| 18. Dez. | Selbstmordattentat auf Militärstützpunkt                                                                                             | Aden                      | Jemen                        | 52 (+1)    | 90        | [ 433 ] [ 434 ] |
| 19. Dez. | Sprengstoffanschlag auf Markt | Kundus                    | Afghanistan                  | 1          | 22        | [ 435 ] |
| 22. Dez. | 3 Selbstmordattentate mit Autobomben auf Markt                                                                                       | Mossul                    | Irak                         | 30 (+3)    | 60        | [ 436 ] |
| 28. Dez. | Sprengstoffanschlag auf Amateur-Boxkampf                                                                                             | Hilongos                  | Philippinen                  | 0          | 35        | [ 437 ] |
| 29. Dez. | Anschlag mit Autobombe auf Zivilisten                                                                                                | Aleppo                    | Syrien                       | 6          | 24        | [ 438 ] |
| 31. Dez. | Selbstmordattentat auf Markt | Bagdad                    | Irak                         | 28 (+2)    | 43        | [ 439 ] [ 440 ] |